# 西村貴世
西村貴世（1968年7月4日—），日本男性動畫師。居住於神奈川縣川崎市。

## 人物簡介
西村在小學時夢想成為漫畫家，五年級時觀看了1979年版的動畫《銀河鐵道999》，對動畫產生興趣。中學和高校時期都有參加動畫社，但在高校時期才接觸到賽璐璐動畫。畢業後西村就讀2年制的專門學校國際動畫研究所，接著進到古留美工作室（スタジオ古留美）工作。被裁員後西村成為自由業者，1990年參加龍之子製作公司原創電視動畫《功夫貓黨》擔任原畫正式在動畫界出道，並從《七海的堤可》、《守護天使莉莉佳》、《魯邦三世：DEAD OR ALIVE》等作品累積經驗。西村也加入過華特迪士尼動畫工作室日本分部，但該分部後來解散，他再次成為自由業者。2004年電影動畫《雲之彼端，約定的地方》第一次參加新海誠的執導作品，2007年第二次參加新海誠執導的《秒速5公分》時，擔任人物設定、作畫監督。

## 主要參加作品

### 電視動畫
- 七海的堤可（1994年，原畫）
- 少女革命（1997年，原畫）
- 中華一番！（1997年 - 1998年，原畫）
- 魯邦三世：1美元戰爭（日语：ルパン三世 1$マネーウォーズ）（2000年，原畫）
- 魯邦三世：EPISODE:0 初次交鋒（日语：ルパン三世 EPISODE:0 ファーストコンタクト）（2002年，原畫）
- 名偵探柯南（2004年，原畫）
- 魯邦三世：天使的策略 ～夢的碎片是殺人的香味～（日语：ルパン三世 天使の策略 〜夢のカケラは殺しの香り〜）（2005年，原畫）
- 變形金剛進化版（2008年，分鏡）
- 你好 安妮 ～Before Green Gables（2009年，人物設定、作畫監督）
- 便·當（2011年，原畫）
- 魯邦三世：血之刻印 ～永遠的Mermaid～（日语：ルパン三世 血の刻印 〜永遠のMermaid〜）（2011年，原畫）
- 旋風管家 CAN'T TAKE MY EYES OFF YOU（2012年，主線動畫師、配角設定、特別角色設定、原畫）
- 成年女性的動畫時間「夕餉」（2013年，人物設定）
- 旋風管家 Cuties（2013年，配角設定、OP作畫監督、原畫）
- 東京殘響（2014年，作畫監督、作畫監督補佐、原畫）
- 巴哈姆特之怒 GENESIS（2014年，作畫監督）

### OVA
- 魯邦三世：GREEN vs RED（日语：ルパン三世 GREEN vs RED）（2008年，人物設定、作畫監督）
- 旋風管家（2014年，配角設定、原畫）

### 電影動畫
- 魯邦三世：DEAD OR ALIVE（日语：ルパン三世 DEAD OR ALIVE）（1996年，原畫）
- 劇場版 龍龍與忠狗（1997年，原畫）
- MARCO 尋母三千里（1999年，原畫）
- WX III PATLABOR THE MOVIE 3（2002年，原畫）
- 雲之彼端，約定的地方（2004年，作畫監督補佐）
- 哆啦A夢：大雄的貓狗時空傳（2004年，原畫）
- 翡翠森林狼與羊（2005年，原畫）
- 哆啦A夢：大雄的恐龍2006（2006年，原畫）
- 蠟筆小新：小白的屁屁炸彈（2007年，原畫）
- 哆啦A夢：新·大雄的魔界大冒險 ～7人魔法使～（2007年，原畫）
- 秒速5公分（2007年，人物設定、作畫監督）
- 劇場版 旋風管家 HEAVEN IS A PLACE ON EARTH（2011年，原畫）
- 追逐繁星的孩子（2011年，人物設定、作畫監督）
- 哆啦A夢：大雄與奇蹟之島 ～動物歷險記～（2012年，原畫）
- 蠟筆小新：我和我的宇宙公主（2012年，原畫）
- 言葉之庭（2013年，原畫）
- 哆啦A夢：新·大雄的大魔境（2014年，作畫監督、原畫）
- 哆啦A夢：大雄的宇宙英雄記（2015年，作畫監督）
- 銀河街道（2015年，動畫章節作畫監督）
- 你的名字。（2016年，原畫）
- 謝謝你，在世界角落中找到我（2016年，原畫）

## 相關人物
- 椛島義夫（日语：椛島義夫）
- 新海誠
- 宮繁之

## 外部連結
- 西村貴世的X（前Twitter） （日語）